# Таджин
Таджин или тажин (кабильск. taǧin) — блюдо из мяса и овощей, популярное в странах Магриба, а также специальная посуда для приготовления этого блюда.

## Посуда
Таджин изначально представлял собой массивный керамический горшок, плотно закрытый высокой конической крышкой.
При медленном многочасовом тушении блюда поднимающийся пар конденсируется в относительно холодной верхней части крышки и стекает вниз.
Благодаря сконденсировавшейся в нижней части жидкости образуется водяной затвор, который предотвращает пропускание пара и запаха от готовящегося блюда.
Происхождение такой посуды обусловлено климатом, а именно высокой температурой.

## Блюдо

### Марокко и Алжир

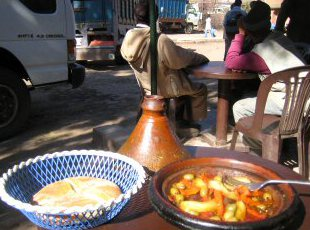
Таджин по-мароккански

Таджин по-мароккански и по-алжирски готовят из крупных кусков мяса или птицы на косточке и овощей (томатов, картофеля, баклажанов, лука). В качестве приправы используют различные пряности, мёд, фрукты, ягоды. Мясо не обжаривают (или слегка обжаривают после долгого тушения). Овощи, мясо и приправы закладывают в таджин без добавления бульона и тушат на очень слабом огне в собственном соку в течение нескольких часов.

### Тунис

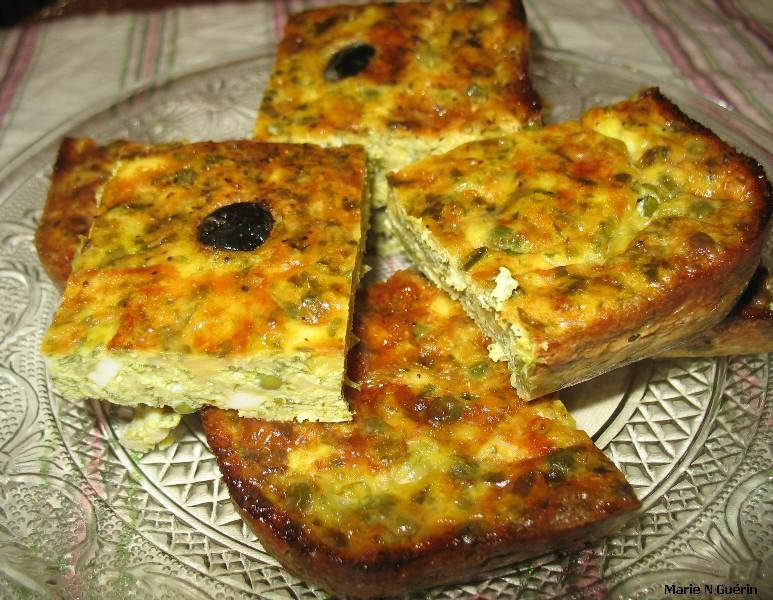
Таджин по-тунисски

Таджин по-тунисски близок к омлету. Мясо или птицу мелко рубят, смешивают с загустителем (фасолью, нутом, картофелем) и тушат на слабом огне. Затем добавляют специи, сыр и яйца, перекладывают смесь в глубокий керамический горшок и запекают в печи или духовке до образования хрустящей корочки.

## Магрибские евреи
Таджин — важная часть кухни магрибских евреев (сефардов). Распространён во всей сефардской кухне, среди евреев марокканского, алжирского, тунисского и ливийского происхождения. Также имеет распространение в сефардских общинах Франции и США — и, естественно, в Израиле. Часто появляется за столом в шаббат и в еврейские праздники: часто с кускусом.